# Herní plán

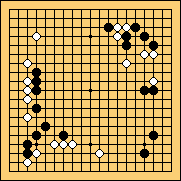
Hrací deska s rozehranou partií hry go. Deska pro tuto hru se nazývá goban.

Herní plán (hrací deska apod.) je nezbytnou součástí deskových her. Jde o místo, kam hráči umísťují figury, kameny či žetony, popř. s nimi pohybují a tak hrají hru.
Herní plány mohou být pouze jednoduchou čtvercovou sítí (např. šachy, go) nebo mohou obsahovat různé nakreslené objekty, kterými se přibližují legendě hry. Moderní společenské hry mají často hrací plán složený z více částí, které se sestaví před začátkem hry nebo je jejich sestavování součástí vlastní hry, plány jsou pak pro každou hru jiné a jedinečné. Do herního plánu může být u některých her (Tikal, Carcassonne – Hrad) zapracováno počítadlo bodů.

## Rozdělení plánů
- Čtvercové a jiné pravidelné sítě
  - Šachy
  - Go
  - Scrabble
  - Halma
  - Hexxagon

- Políčka (popř. políčka s nějakou funkcí)
  - Člověče, nezlob se!
  - Monopoly (české variace Dostihy a sázky, Business výstaviště)
  - Vrhcáby

- Políčka představující krajinu
  - Osadníci z Katanu
  - Carcassonne

- Mapy
  - Diplomacie
  - Scotland Yard (české variace Fantom staré Prahy, Akce X)
  - El Grande
  - Kamionem po Evropě